# 차오후잉역

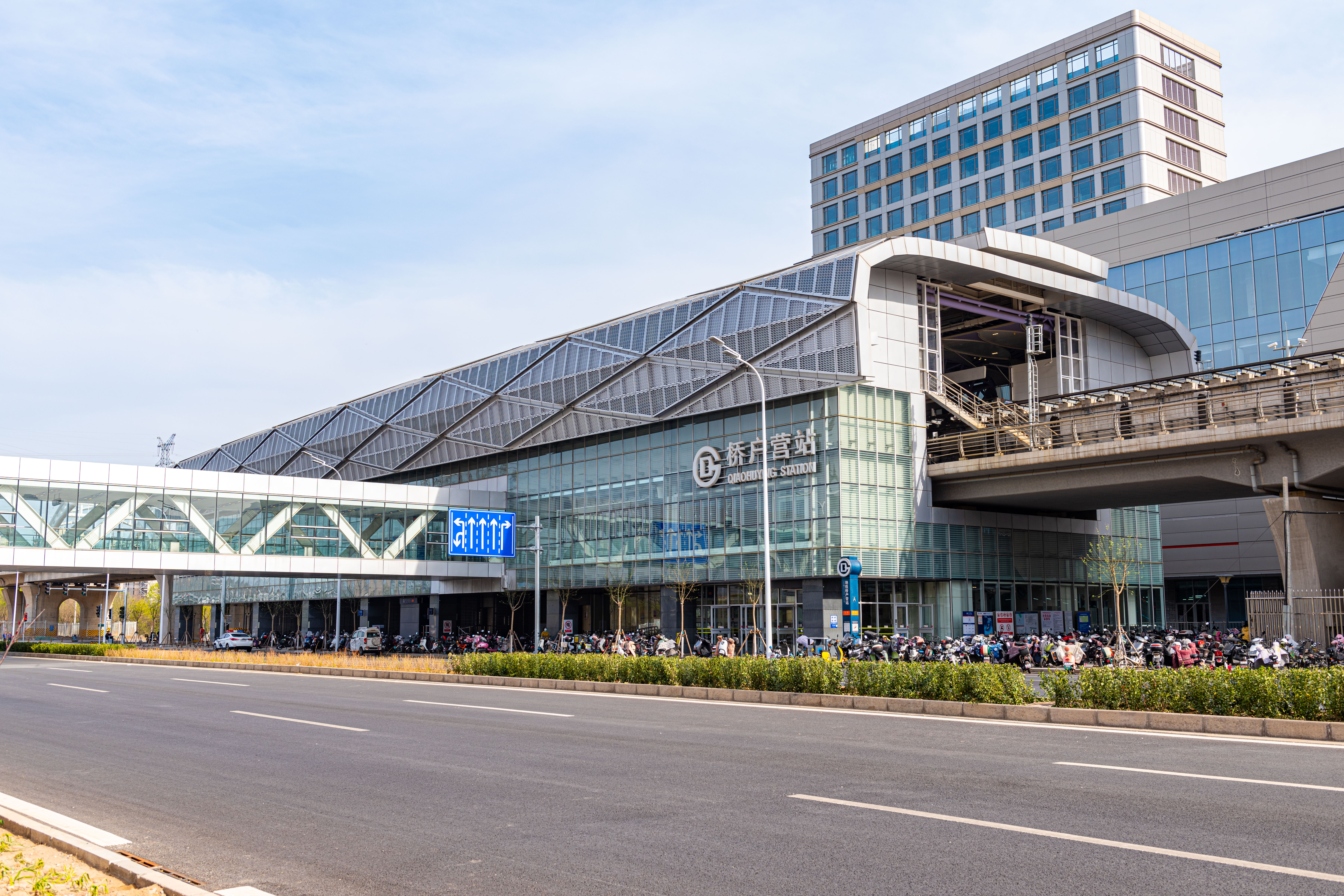
역사

차오후잉역(중국어: 桥户营站)은 중국 베이징시 먼터우거우구 융딩 지구 차오후잉 마을의 스룽 동로 북측에 위치한 베이징 지하철 S1선의 지하철역이다. 2017년 12월 30일 본 노선 개통 및 사용을 개시했다.

## 역 구조
이 역은 고가역이다.

### 층별 구조
| 지상 3층 승강장 층 | 상대식 승강장, 오른쪽 출입문이 열림 | 상대식 승강장, 오른쪽 출입문이 열림 |
| 지상 3층 승강장 층 | ←                                   | ■ S1선 스창 방면 (상안)             |
| 지상 3층 승강장 층 | →                                   | ■ S1선 핑궈위안 방면 (쓰다오차오)   |
| 지상 3층 승강장 층 | 상대식 승강장, 오른쪽 출입문이 열림 |                                     |
| 지상 2층 대합실 층 | 대합실                              | 고객센터, 자동 발권기, 출입 게이트  |
| 지면층             | 지면                                | A－B출입구                          |

### 대합실

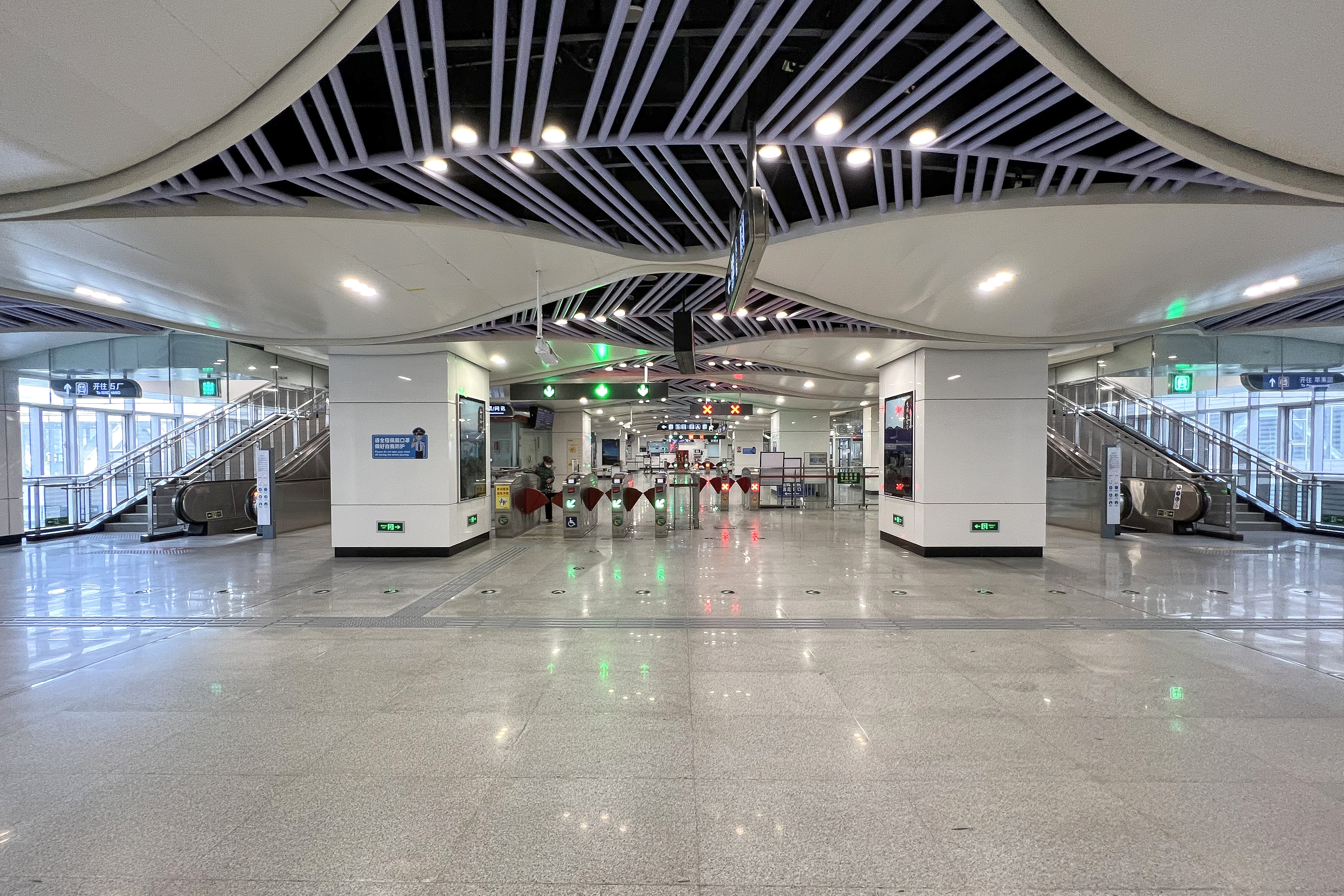
대합실

이 역의 대합실은 지상 2층에 위치하고 있으며, 유료 구역은 동쪽과 서쪽 끝에 위치한다. 승강장으로 연결되는 엘리베이터는 대합실 서쪽 끝에 위치한다.

### 승강장
이 역은 상대식 승강장이 2개 있으며, 모든 승강장에는 반밀폐형 스크린도어가 설치되어 있다.

## 출구
이 역은 A(남서쪽), B(북동쪽) 2개의 출입구가 있으며, 임시 연결 도로를 통해 주변 커뮤니티와 연결된다. 또한, 역 남쪽에는 서창안중준 세계성 2층으로 가는 통로가 있다.
|                                                     |                         |                              |      |             |  |
| 출구                                                | 지시                    | 출구 인근                    | 사진 | 무장애 시설 |  |
| 出口 · A                                            | 스룽 동로(石龙东路)     | 스룽 동로(石龙东路) 남측     |      | 빈칸        |  |
| 出口                                                | 중준 세계성(中骏世界城) | 중준 아울렛 몰(中骏奥莱MALL) |      | 빈칸        |  |
| 出口 · B                                            | 스룽 동로(石龙东路)     | 스룽 동로(石龙东路) 북측     |      |             |  |
| 아이콘 설명: 경사로 \| 엘리베이터 \| 같은 층에 위치 |                         |                              |      |             |  |